# Rudolf Braune
Pour les articles homonymes, voir Braune.
Rudolf Braune (né le 16 février 1907 à Dresde, mort le 12 juin 1932 près de Düsseldorf) est un écrivain et journaliste allemand.

## Biographie
Rudolf Brown est le fils d'un fonctionnaire des chemins de fer. Il fréquente un gymnasium ou une Realschule à Dresde et quitte l'école probablement à 14 ans pour devenir libraire. En 1925, il fonde avec des amis lycéens le journal MOB qui fait de la bourgeoise sa tête de Turc et est interdit par les autorités scolaires après quatre numéros.
Braune vient à Düsseldorf, travaille comme libraire. Il s'engage dans le communisme et fait un volontariat au quotidien Freiheit. En parallèle, il publie des articles dans Die Weltbühne et Frankfurter Zeitung. De plus, pour Freiheit, il rédige un roman-feuilleton, son premier roman Der Kampf auf der Kille. Deux autres romans, Das Mädchen an der Orga Privat et Junge Leute in der Stadt, sortent en 1930 et 1932. La publication de Junge Leute in der Stadt a lieu quelques semaines après la mort de Rudolf Braune, une noyade alors qu'il nage dans le Rhin.
En 1933, son œuvre est interdite par les nazis.
L'œuvre de Rudolf Braune est tombée dans l'oubli comme la littérature prolétarienne et le réalisme socialiste, mais aussi à cause d'un style original.

## Œuvre
- Das Mädchen an der Orga Privat, Francfort-sur-le-Main 1930
- Junge Leute in der Stadt, Berlin 1932
- Der Kampf auf der Kille. Die Geschichte einer Woche, Berlin 1978

## Adaptation cinématographique
- 1985 : Jeunes Gens dans la ville (Junge Leute in der Stadt) de Karl Heinz Lotz (de)

## Sources, notes et références
- (de) Cet article est partiellement ou en totalité issu de l’article de Wikipédia en allemand intitulé « Rudolf Braune » (voir la liste des auteurs).